# Mbrès
Mbrès è una subprefettura della Prefettura di Nana-Grébizi, nella Repubblica Centrafricana. 